# Estadio Jorge Basadre
El Estadio Jorge Basadre Grohmann es un estadio de fútbol ubicado en la ciudad de Tacna, en el departamento de Tacna. Fue inaugurado en el año 1954 bajo el nombre de Estadio Modelo de Tacna. Sin embargo, con motivo de su reconstrucción para la Copa América 2004 se le cambió el nombre al que ahora lleva en homenaje al historiador más grande que ha tenido el Perú, Jorge Basadre Grohmann. Posee una capacidad de 20 000 personas ubicadas cómodamente en sus cuatro tribunas. Pese a que en el departamento de Tacna, es superado en capacidad por el Joel Gutiérrez, el Jorge Basadre es el estadio principal tacneño.
Por su pasto han jugado las selecciones de Chile, Uruguay, Paraguay, Costa Rica y Perú, que jugó su último partido por las Eliminatorias rumbo a Alemania 2006 frente a Bolivia con una asistencia de 14 774 espectadores.
También es utilizado por los clubes tacneños para sus partidos por la Copa Perú.

## La selección de fútbol del Perú jugando en el Estadio Jorge Basadre
| Fecha      | Local | Resultado | Visitante | Competición                      |
| ---------- | ----- | --------- | --------- | -------------------------------- |
| 17/08/2005 | Perú  | 3 - 1     | Chile     | Amistoso                         |
| 12/10/2005 | Perú  | 4 - 1     | Bolivia   | Eliminatorias Sudamericanas 2006 |
| 11/10/2006 | Perú  | 0 - 1     | Chile     | Copa del Pacífico 2006           |
| 11/04/2012 | Perú  | 0 - 3     | Chile     | Copa del Pacífico 2012           |

     Partidos ganados por Perú
     Partidos empatados por Perú
     Partidos perdidos por Perú

## Otros partidos internacionales
| Fecha      | Local             | Resultado | Visitante              | Competición            |
| ---------- | ----------------- | --------- | ---------------------- | ---------------------- |
| 14-07-2004 | Chile             | 1 - 2     | Costa Rica             | Copa América 2004      |
| 18-07-2004 | Paraguay          | 1 - 3     | Uruguay                | Copa América 2004      |
| 17-08-2004 | Coronel Bolognesi | 1 - 0     | Alianza Atlético       | Copa Sudamericana 2004 |
| 24-08-2006 | Coronel Bolognesi | 1 - 0     | Universidad San Martín | Copa Sudamericana 2006 |
| 12-09-2006 | Coronel Bolognesi | 2 - 1     | Colo-Colo              | Copa Sudamericana 2006 |
| 23-08-2007 | Coronel Bolognesi | 0 - 1     | Millonarios            | Copa Sudamericana 2007 |
| 13-02-2008 | Coronel Bolognesi | 0 - 0     | Flamengo               | Copa Libertadores 2008 |
| 19-02-2008 | Coronel Bolognesi | 0 - 1     | Nacional               | Copa Libertadores 2008 |
| 25-03-2008 | Coronel Bolognesi | 0 - 0     | Cienciano              | Copa Libertadores 2008 |

### Finales y Definiciones
| Fecha      | Local             | Resultado | Visitante               | Competición                   |
| ---------- | ----------------- | --------- | ----------------------- | ----------------------------- |
| 13-12-1998 | Coronel Bolognesi | 3 - 1     | IMI FC                  | Final Copa Perú 1998 (Ida)    |
| 17-12-2000 | Coronel Bolognesi | 0 - 1     | Estudiantes de Medicina | Final Copa Perú 2000 (Vuelta) |
| 16-12-2001 | Sport Bolito      | 2 - 0     | U. Cesar Vallejo        | Final Copa Perú 2001 (Vuelta) |
| 16-12-2007 | Coronel Bolognesi | 2 - 0     | FBC Melgar              | Torneo Clausura 2007          |

## Galería

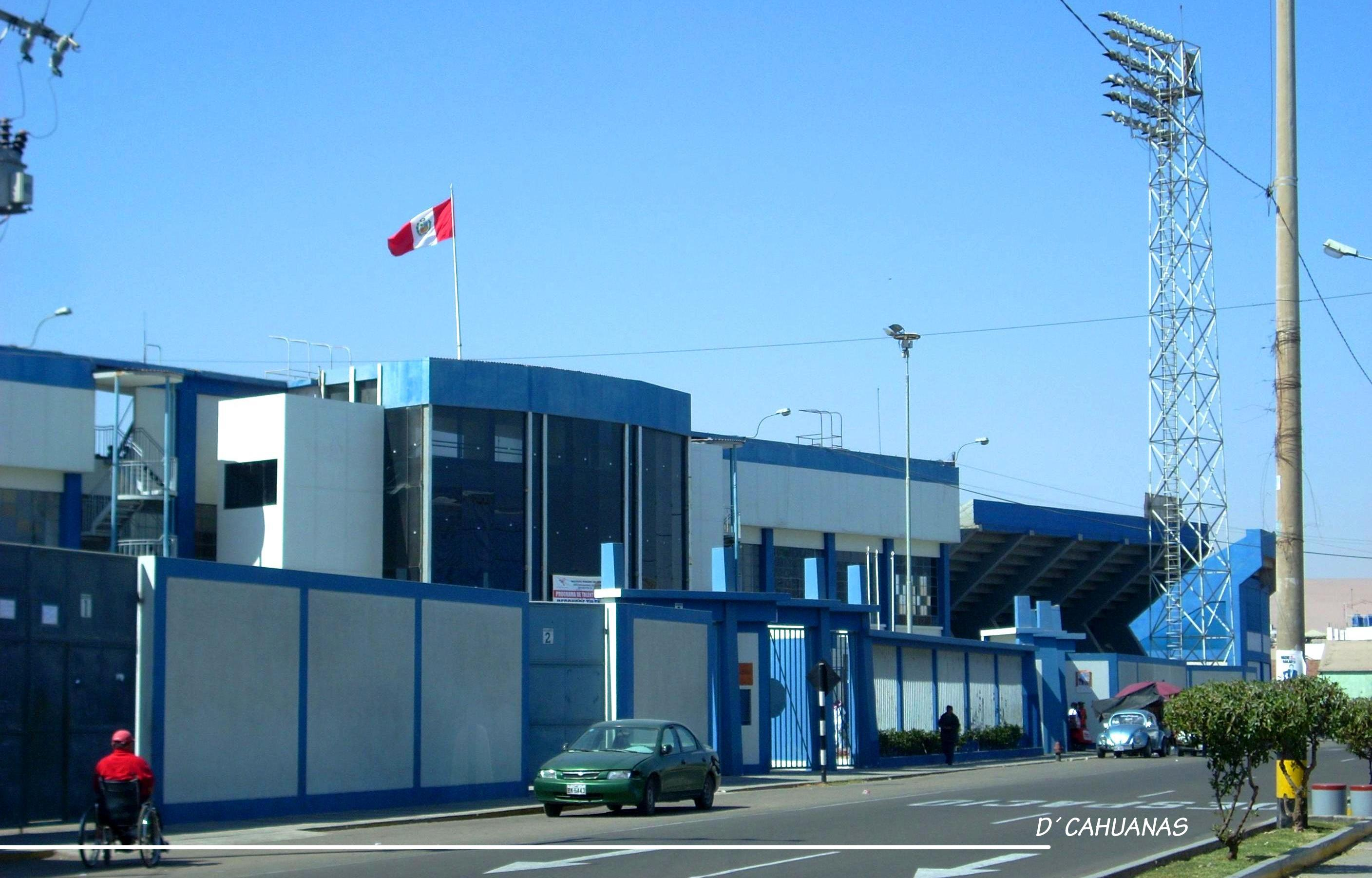
Fachada principal del Estadio de Tacna
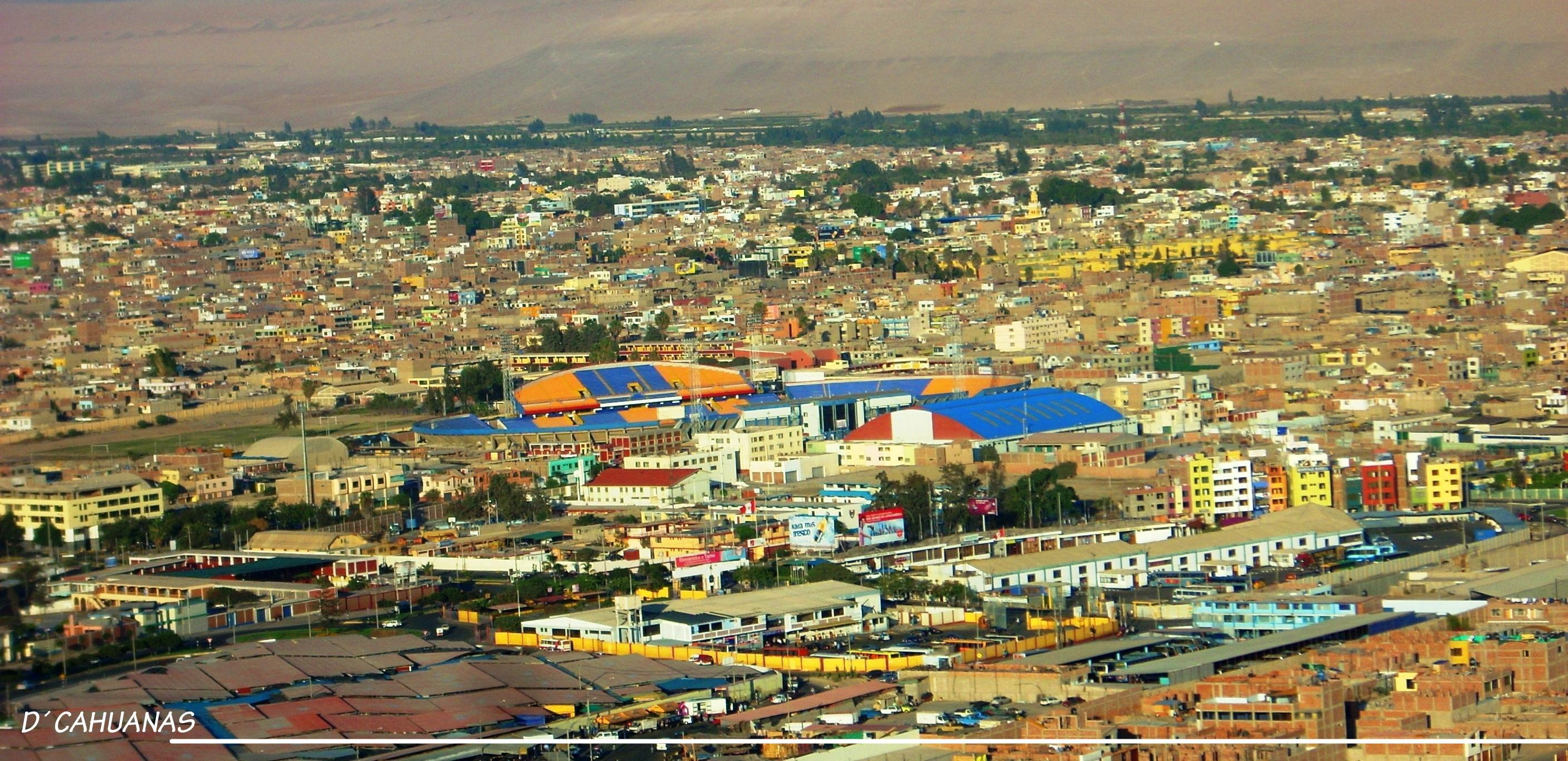
Estadio Jorge Basadre de Tacna